# Opatowiec

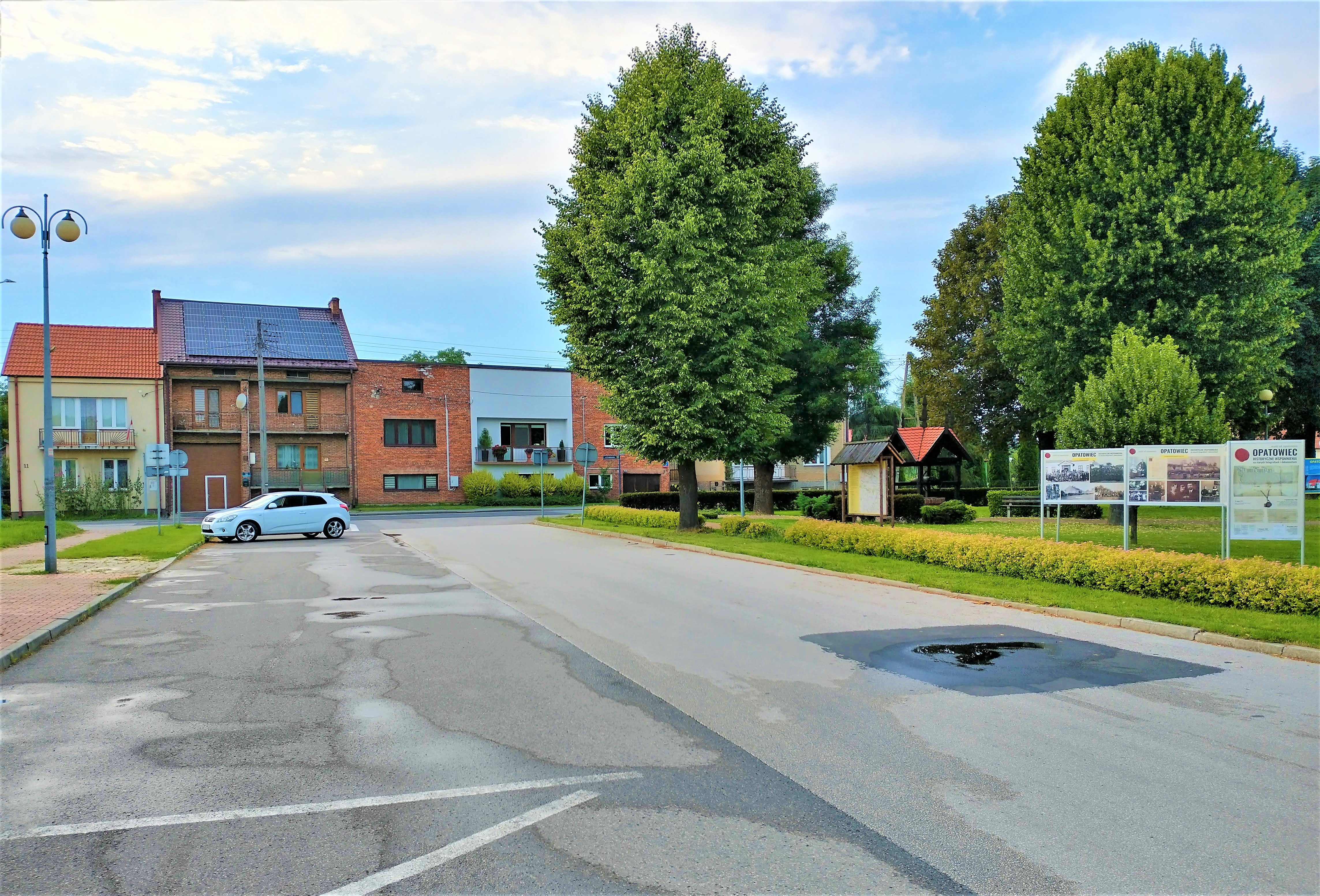
Fragment rynku

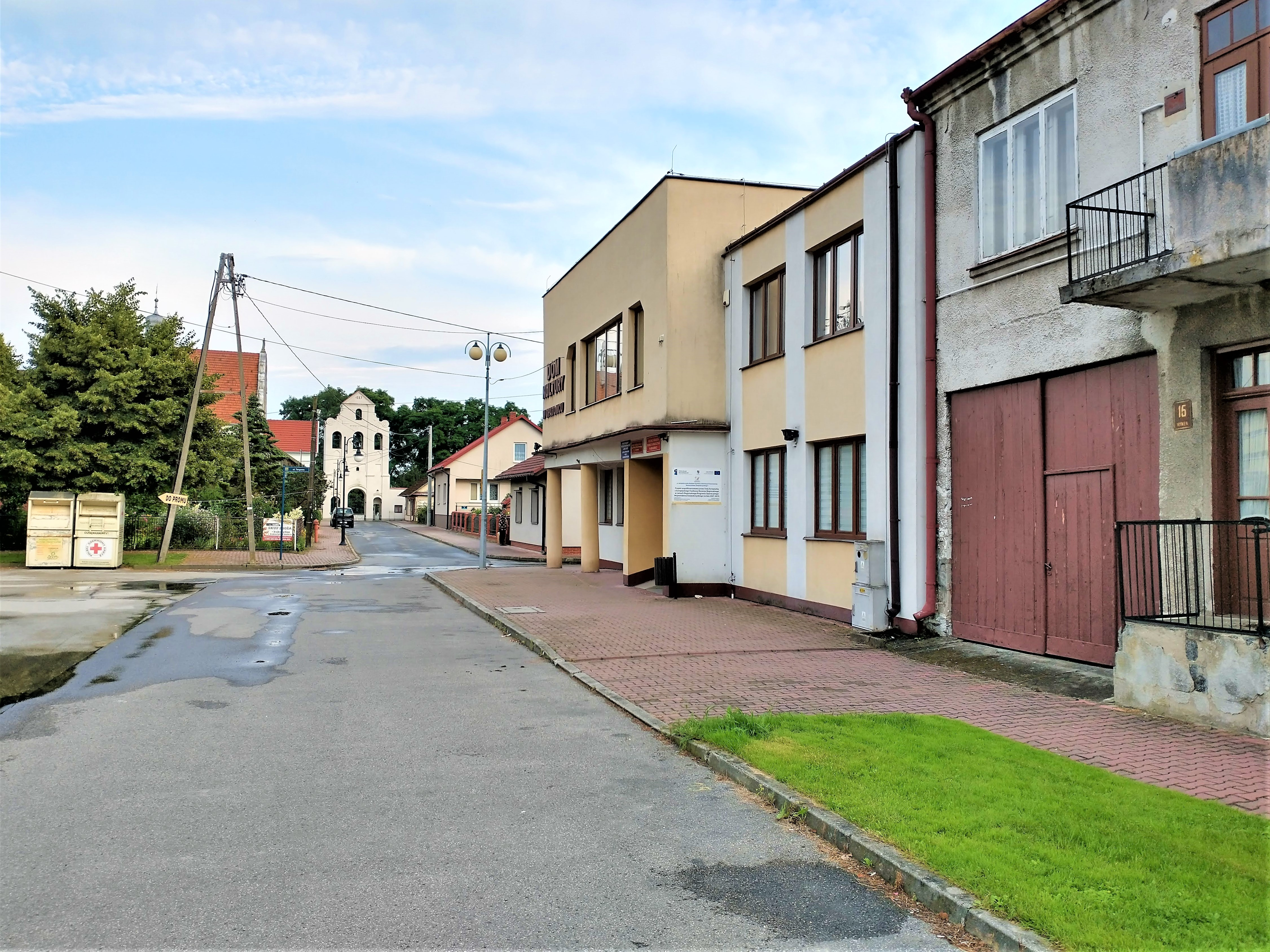
Fragment rynku

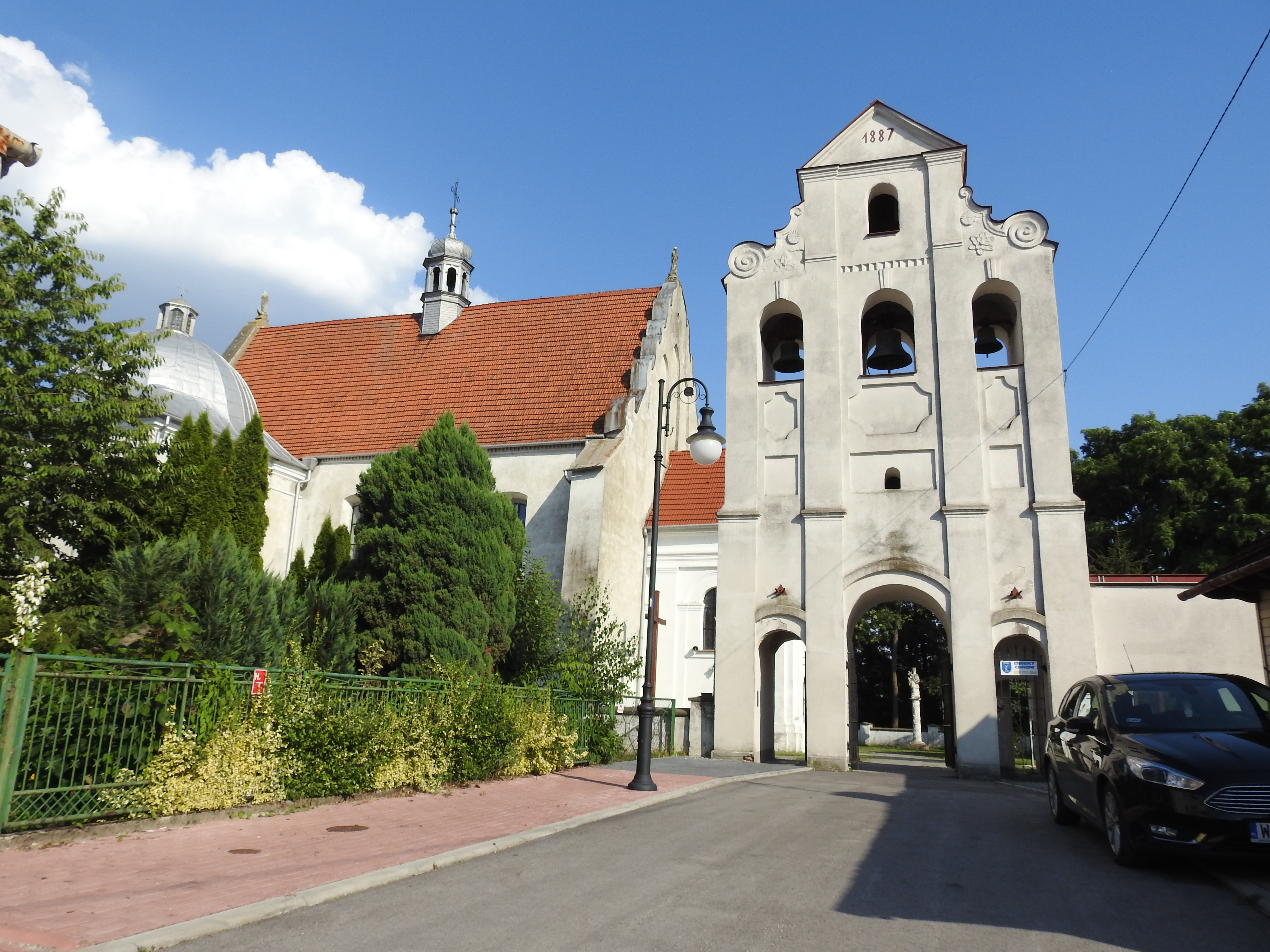
Ulica Kościelna - dzwonnica i gotycki kościół

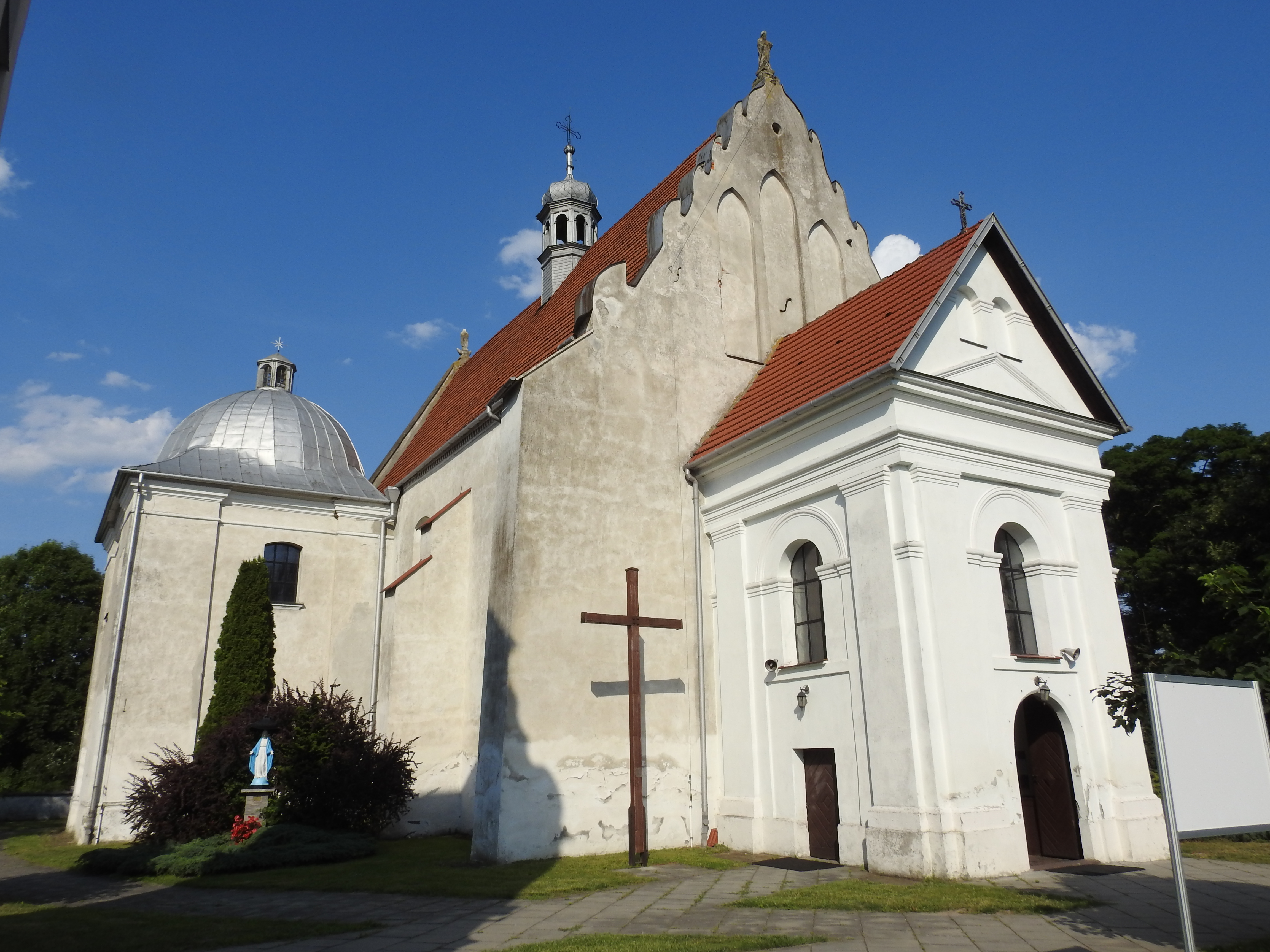
Gotycki kościół pw. św. Jakuba Starszego Apostoła

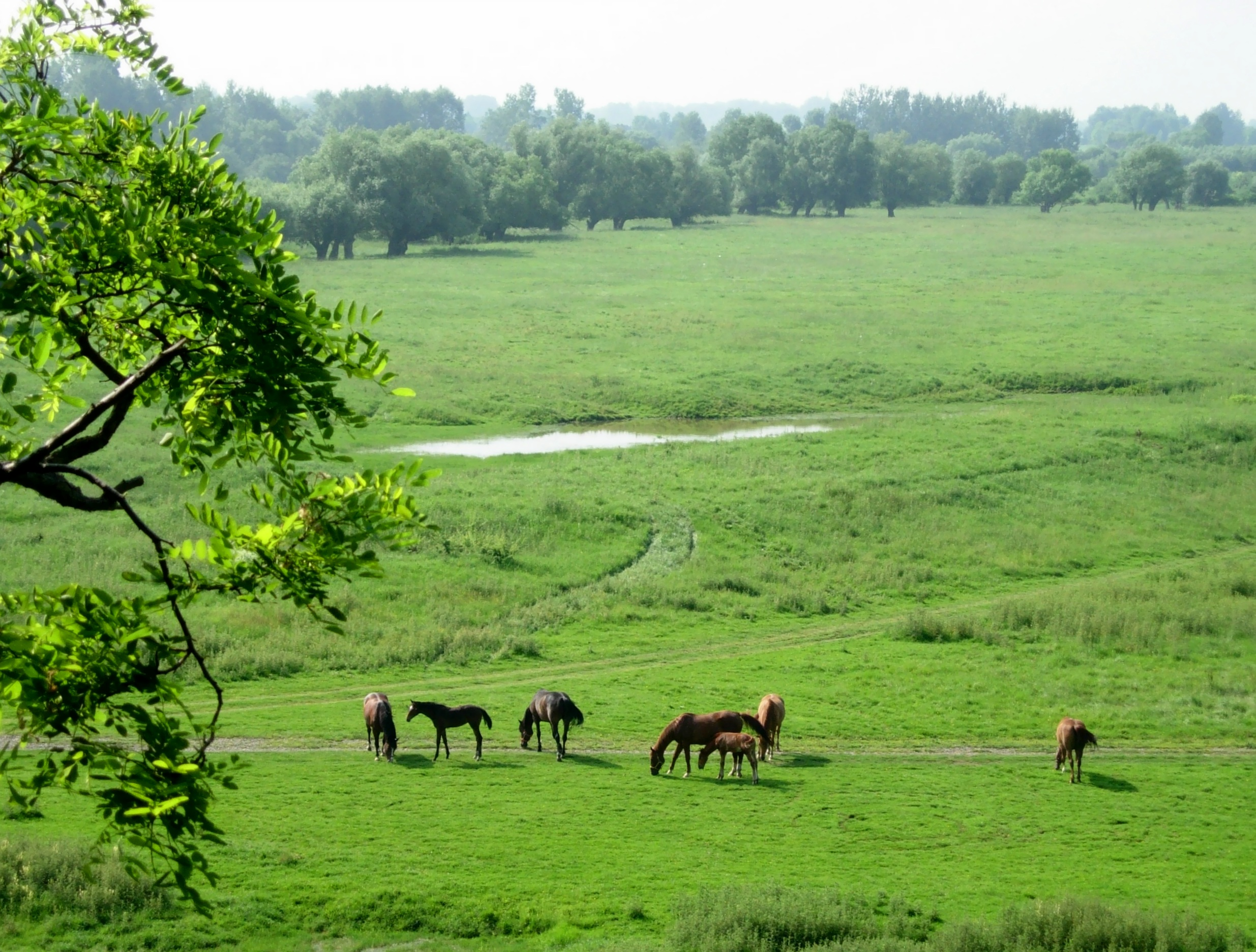
Krajobraz okolic Opatowca

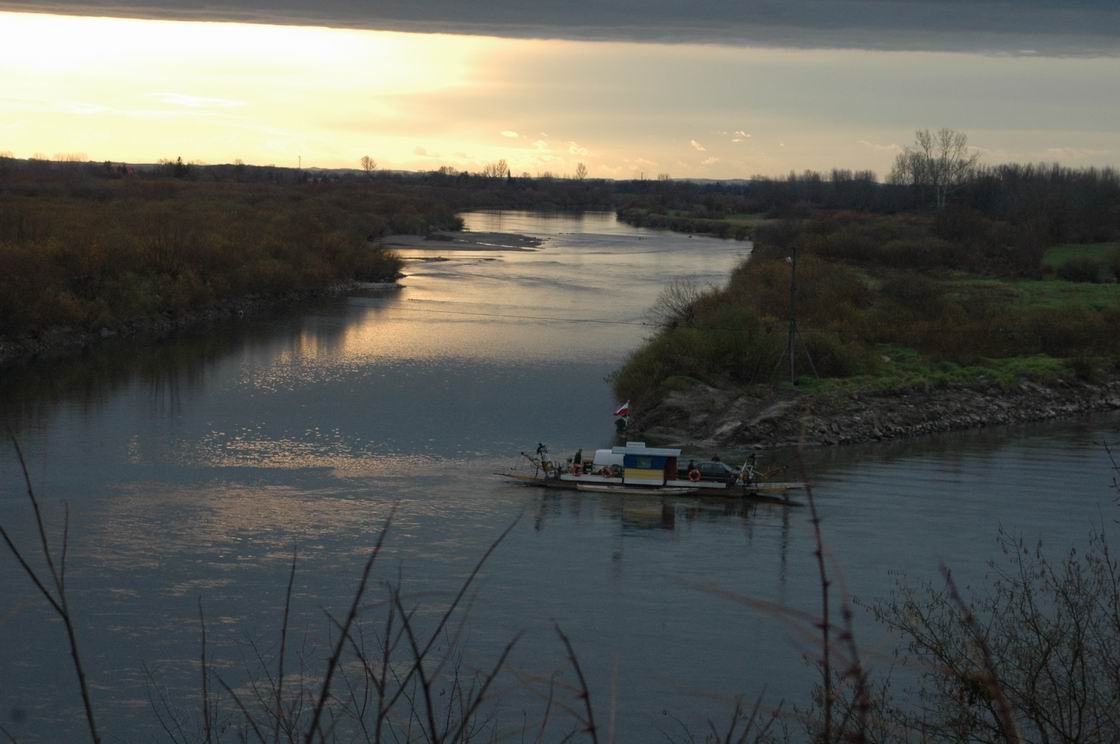
Przeprawa promowa przez Wisłę

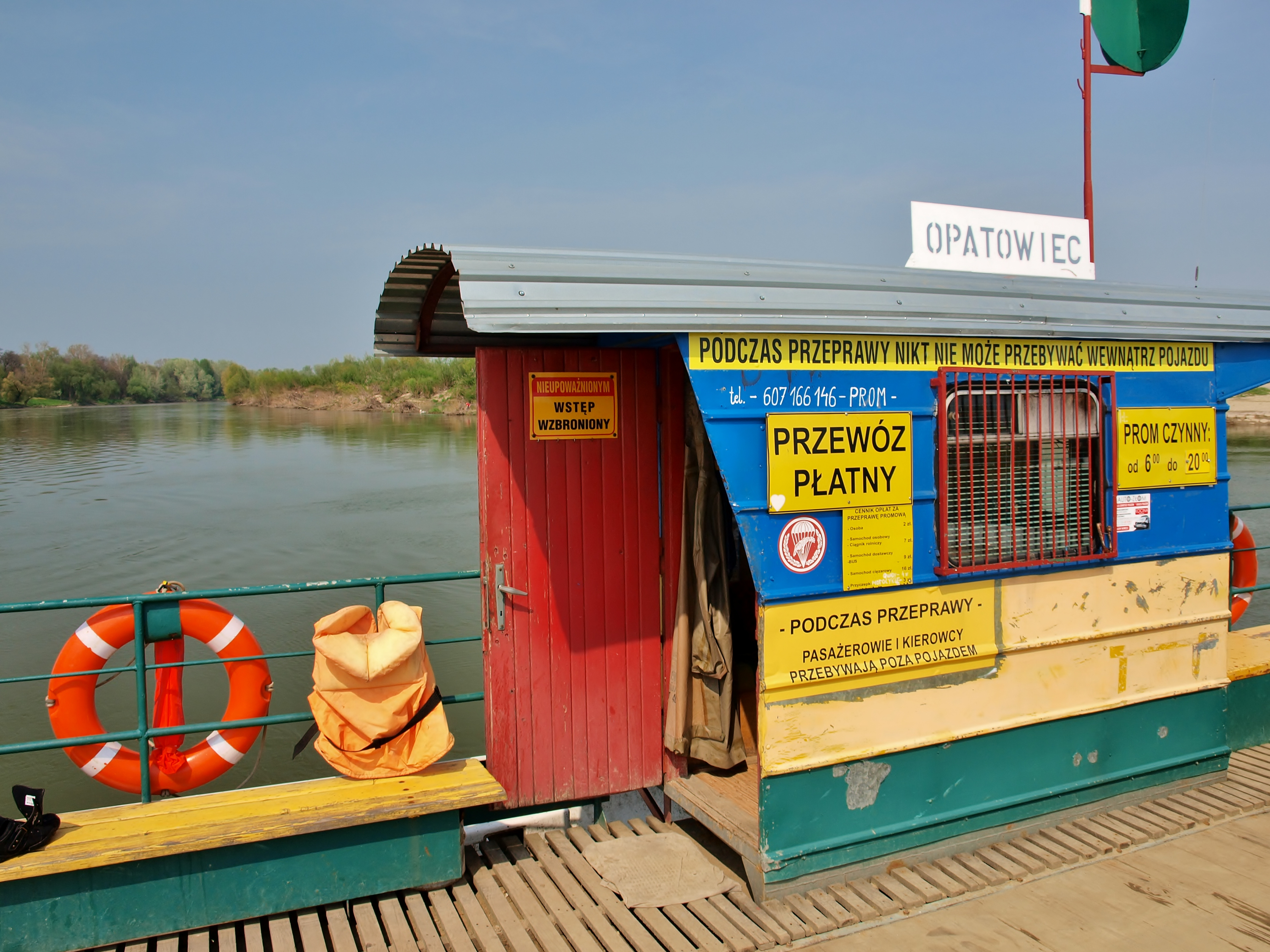
Prom na Wiśle

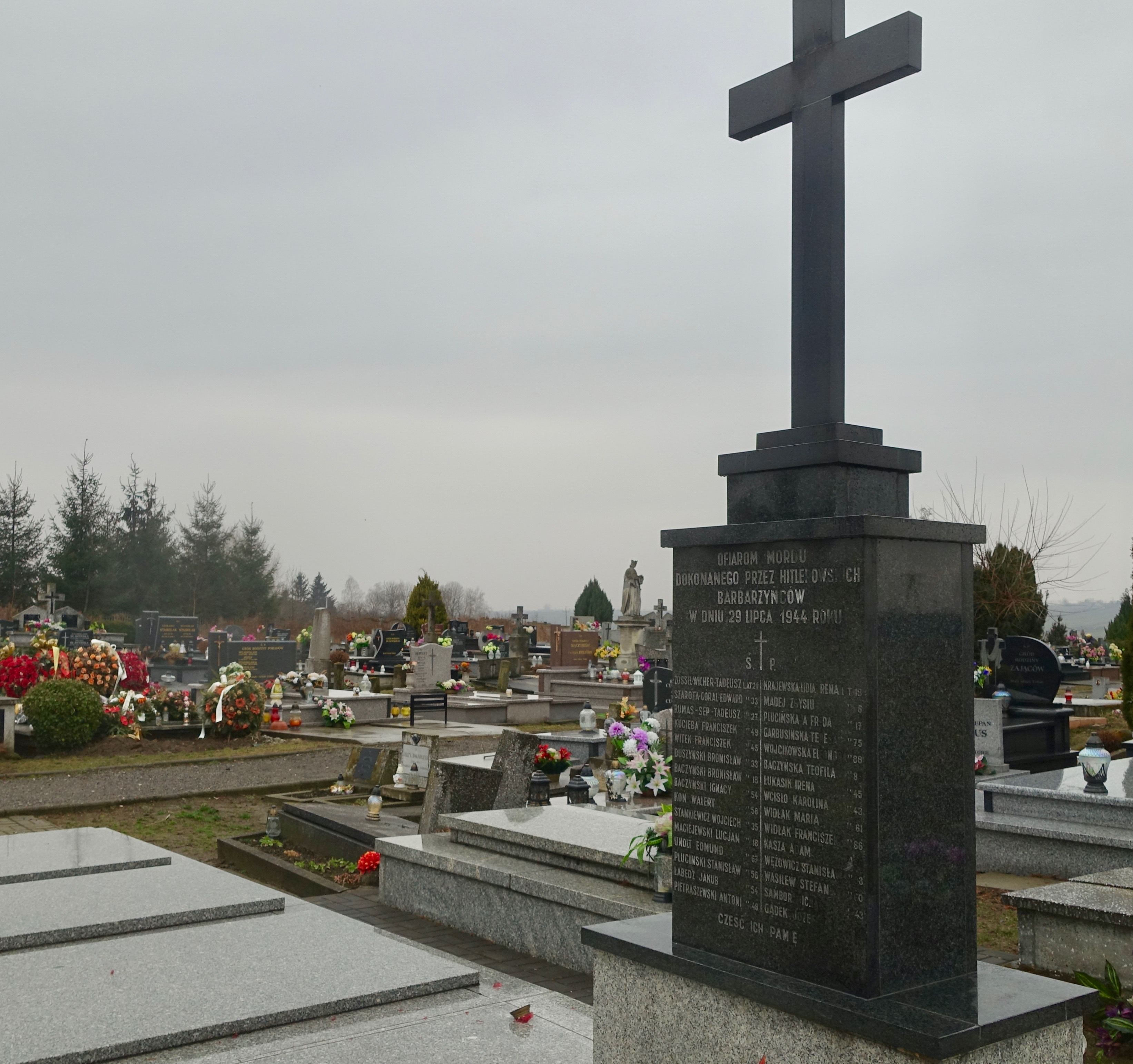
Grób Ofiar 29 lipca 1944 na cmentarzu w Opatowcu

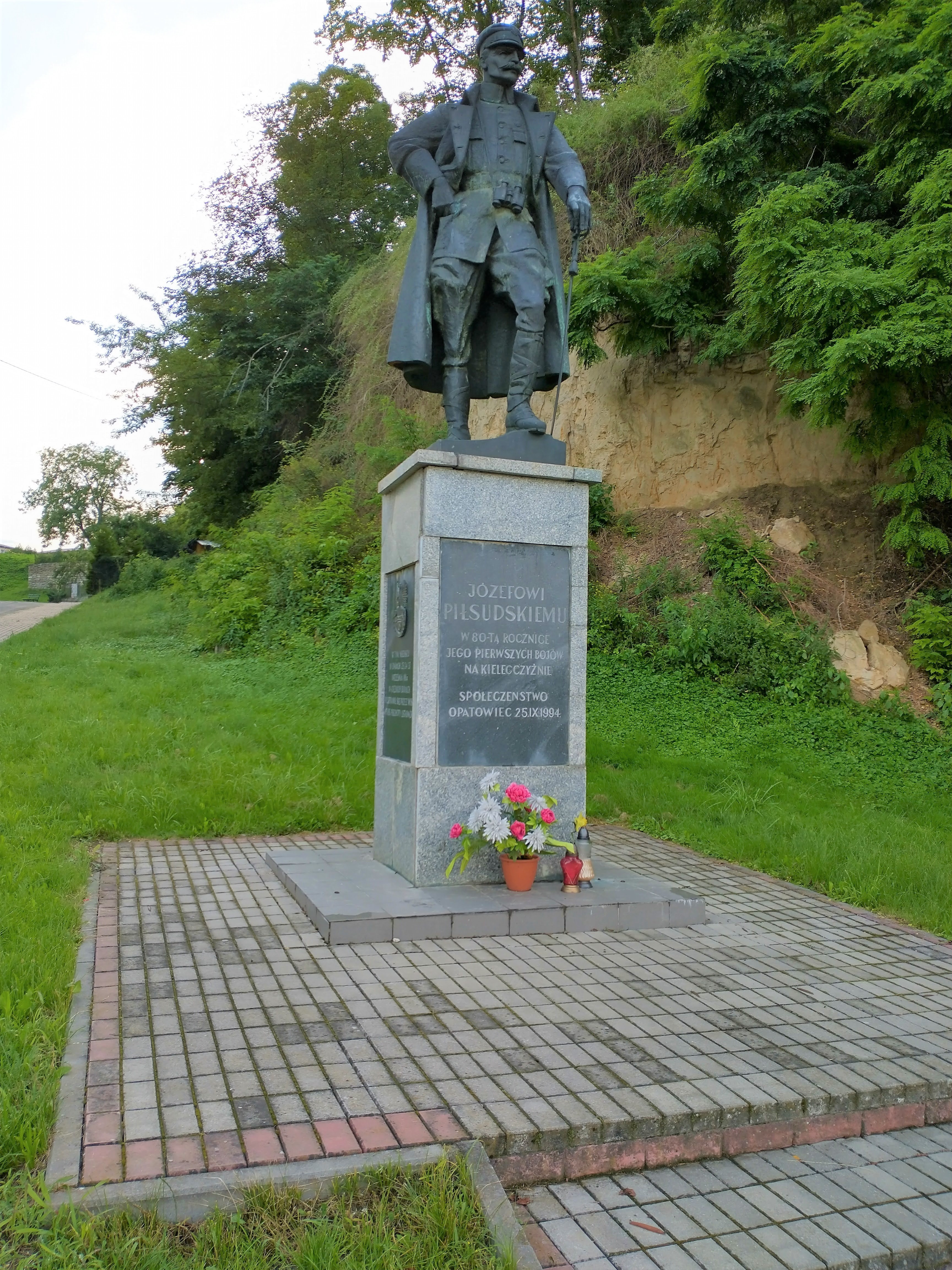
Opatowiec - pomnik Józefa Piłsudskiego

Opatowiec – miasto w Polsce, w województwie świętokrzyskim, w powiecie kazimierskim, siedziba gminy miejsko-wiejskiej Opatowiec. 
Prawa miejskie posiadał w latach 1271–1869 i uzyskał je ponownie w 2019 roku, w związku z czym stał się najmniejszym miastem w Polsce W 2024 roku liczył 308 mieszkańców i odnotował trzeci największy spośród miast w Polsce procentowy spadek ludności w porównaniu z rokiem poprzednim (– 2,92%).

## Położenie
Opatowiec położony jest na Ponidziu, na terenie Koszycko-Opatowieckiego Obszaru Chronionego Krajobrazu. Znajduje się na lewym brzegu Wisły, naprzeciw ujścia Dunajca. Miasto położone jest ok. 10 km na południowy zachód od Nowego Korczyna, 18 km na wschód od Kazimierzy Wielkiej i ok. 65 km na południe od Kielc.
Przez miejscowość przebiega droga krajowa nr 79 z Warszawy do Bytomia.
| SIMC    | Nazwa           | Rodzaj       |
| ------- | --------------- | ------------ |
| 1016753 | Krakowska Ulica | część miasta |
| 1016760 | Legatka         | część miasta |
| 1016776 | Przedmieście    | część miasta |

## Historia
Pierwsze wzmianki o Opatowcu pochodzą z XI w. W 1085 r. Judyta, żona Władysława Hermana nadała wieś opactwu benedyktynów z Tyńca. W 1271 r. książę Bolesław Wstydliwy nadał osadzie prawa miejskie na prośbę opata Modliboga. Opatowiec położony był na szlaku ze Śląska na Ruś Kijowską i w pobliżu przeprawy przez Wisłę, co sprzyjało szybkiemu rozwojowi handlu.
W 1283 r. opat tyniecki Tomasz założył tu klasztor dominikanów. W 1341 r. król Kazimierz Wielki nadał miastu prawo do jarmarku. Opatowiec miał za panowania Kazimierza 1270 mieszkańców. W 1411 r. Władysław Jagiełło uwolnił mieszczan od podwód. W 1468 r. Kazimierz Jagiellończyk rozszerzył swobody miejskie, a w 1470 r. nadał Opatowcowi drugi jarmark. W 1474 r. odbył się tu zjazd szlachty małopolskiej dla ogłoszenia pospolitego ruszenia, na wypadek wojny z Maciejem węgierskim. W tym samym roku król przyjął w Opatowcu posłów weneckich oraz wysłanników perskiego szacha, w sprawie wojny z Turkami.
U schyłku XVI wieku miasto leżało w województwie sandomierskim.
W 1500 r. w Opatowcu, przy kościele parafialnym, biskup krakowski Fryderyk założył bractwo literackie, skupiające mężczyzn umiejących czytać. W mieście znajdowały się łaźnie oraz założony przez Jana Olbrachta szpital dla ubogich. W 1553 r. powstał wspólny cech skupiający rzemieślników różnych profesji, m.in. kowali, ślusarzy, garncarzy i bednarzy. W 1579 r. znajdowało się tu 55 warsztatów mistrzowskich. W mieście pracowały 4 młyny. W 1639 r. król Władysław IV nadał Opatowcowi prawo do kolejnych 4 jarmarków.
Miasto podupadło w XVII w. po najeździe szwedzkim. Zniszczony przez Szwedów Opatowiec w 1673 r. miał zaledwie 241 mieszkańców. W 1772 r., kiedy po I rozbiorze Polski opactwo w Tyńcu znalazło się w zaborze austriackim, Opatowiec przeszedł na własność rządu. W tym samym roku został jednak sprzedany rodzinie Walewskich. W 1792 r. Romuald Walewski wyjednał dla miasta prawo do całotygodniowego jarmarku, jednakże po rozbiorach targowisko w Opatowcu straciło swoje znaczenie. W 1862 r. miasto miało zaledwie 67 domów i 459 mieszkańców (w tym 35 Żydów). W 1869 r. Opatowiec utracił prawa miejskie.
Osada uległa znacznym zniszczeniom w trakcie I wojny światowej i ponownie, dwukrotnie w czasie II wojny światowej. W trakcie agresji niemieckiej na Polskę Opatowiec został spalony, a 8 września 1939 r. żołnierze Wehrmachtu z 2 Dywizji Lekkiej rozstrzelali tutaj 45 polskich jeńców. 28 lipca 1944 r. w Opatowcu doszło do walki pomiędzy oddziałami Armii Krajowej i własowcami, po której nastąpiła hitlerowska pacyfikacja wsi. Zwerbowany przez Niemców na Ukrainie oddział policji pomocniczej zamordował 31 osób, w tym sześcioletnie dzieci. Ogółem hitlerowcy spalili około 30 zabudowań, 10 osób zostało spalonych żywcem. Monografia historii oddziałów Armii Krajowej walczących w czasie ostatnich miesiącach II wojny światowej w okolicach Pińczowa i Opatowca, autorstwa Józefa Belskiego, została wydana w 2018.
29 lipca 2012 roku miało miejsce uroczyste otwarcie i poświęcenie wieży zegarowo-hejnałowej w Opatowcu. W 2014 Gmina Opatowiec wydała ilustrowaną monografię gminy. W lipcu 2018 r. zostały przeprowadzone konsultacje społeczne w sprawie nadania statusu miasta. 1 stycznia 2019 r. Opatowiec odzyskał prawa miejskie, stając się z 338 mieszkańcami najmniejszym miastem Polski.

## Konsultacje lokalne w sprawie nadania statusu miasta (2018)
Rada Gminy Opatowiec przyjęła 28 marca 2018 uchwałę (w formie apelu) w sprawie przywrócenia praw miejskich miejscowościom, które zostały ich pozbawione w wyniku represji carskich. Apel ten zakłada pominięcie wszystkich obowiązujących w tym względzie procedur w celu „upamiętnienia bohaterskiej walki polskich powstańców, zadośćuczynienie dotychczas wyrządzonym krzywdom oraz uczczenia 100 rocznicy odzyskania przez państwo polskie niepodległości i 155 rocznicy wybuchu Powstania Styczniowego”. Apel trafił do MSWiA, w związku z czym minister podjął decyzję o wszczęciu procedury odnośnie do nadania statusu miasta Opatowcowi, występując do Rady Gminy o przedstawienie opinii poprzedzonej przeprowadzeniem konsultacji z mieszkańcami.
21 czerwca 2018 Rada Gminy podjęła uchwałę w sprawie wszczęcia procedury związanej z nadaniem Opatowcowi statusu miasta a konsultacje społeczne odbyły się w terminie od 16 do 25 lipca 2018. Wyniki prezentowały się następująco:
- gmina Opatowiec (frekwencja 55,80% = 1645 osób) – za 89,24%, przeciw 4,92%; wstrzymało się 5,84%;
- miejscowość Opatowiec (frekwencja 67,96% = 193 osób) – za 98,45%, przeciw 1,04%; wstrzymało się 0,52%;
- gmina Opatowiec bez miejscowości Opatowiec (frekwencja 54,50% = 1452 osób) – za 88,02%, przeciw 5,44%; wstrzymało się 6,54%[24].

16 sierpnia wniosek został przesłany do MSWiA. Podczas wizyty posła Michała Cieślaka w Opatowcu 20 września poruszony był temat przywrócenia praw miejskich dla Opatowca. Poseł wskazał, że procedura została już zakończona, cała dokumentacja znajduje się u Prezesa Rady Ministrów, a według ostatnich informacji z MSWiA wynika, że istnieje wysokie prawdopodobieństwo uroczystego dokonania tego aktu w 100-lecie odzyskania niepodległości z mocą obowiązującą od 1 stycznia 2019. 1 stycznia 2019 status miasta został przywrócony.

## Zabytki
- Podominikański kościół pw. św. Jakuba Starszego Apostoła wzniesiony pod koniec XV w. w miejsce częściowo drewnianego kościoła św. Jacka z 1283 r.; w pierwszej połowie XVII wieku świątynia została przebudowana w stylu barokowym; kościół składa się z jednej nawy z przybudówkami (przedsionek i kaplica Różańcowa), zamkniętego ścianą prostą prezbiterium oraz zakrystii; nawę i prezbiterium przykrywa sklepienie kolebkowe z lunetami; zewnętrzne ściany kościoła wsparte są przyporami; świątynia ma dwuspadowy dach z barokową sygnaturką, dach nawy ujęty jest pomiędzy dwa trójkątne szczyty z ostrołukowymi wnękami; w arkadowej wnęce na wschodniej ścianie prezbiterium znajduje się barokowa płaskorzeźba przedstawiająca niosącego Krzyż Chrystusa; ołtarz główny i ołtarze boczne pochodzą z XIX wieku; na ołtarzu głównym umieszczony jest obraz przedstawiający św. Jakuba; wyposażenie kościoła barokowe i rokokowe; do nawy przylega Kaplica Różańcowa, którą nakrywa kopuła z latarnią; wewnątrz kaplicy znajdują się obrazy z XVII i XIX wieku; na ołtarzu kaplicy umieszczony jest XVII-wieczny obraz Matki Boskiej z Dzieciątkiem. Kościół został wpisany do rejestru zabytków nieruchomych (nr rej.: A.200 z 14.05.1971)[27].

- Dwie barokowe figury z XVIII wieku na przykościelnym cmentarzu.
- Cmentarz wojenny z I wojny światowej (nr rej.: A.201 z 12.09.1992)[27].

## Z Opatowca pochodzą
- Marek z Opatowca – poeta i wykładowca Akademii Krakowskiej,
- Stanisław Król – doktor habilitowany nauk technicznych, profesor Politechniki Opolskiej.
- Jerzy Waglewski – reportażysta, dziennikarz radiowy.
- Dionizja Wawrzykowska-Wierciochowa – pisarka i eseistka.
- Maria Mączyńska – mistrzyni świata w łucznictwie.
- Adam Zwierz – śpiewak operowy i estradowy
- Kazimierz Garbusiński – kompozytor muzyki organowej i chóralnej.

## Sport
Pierwsze wiadomości o zorganizowanym amatorskim ruchu sportu w Opatowcu pochodzą z lat 1938–1939, kiedy to drużyna piłkarska prowadziła bratobójcze pojedynki z drużyną z Koszyc. W latach okupacji hitlerowskiej tej działalności nie zaprzestano, mimo że obowiązywał bezwzględny zakaz zgromadzeń i uprawiania zorganizowanych form sportu, pod rygorem wywózki do obozu koncentracyjnego, a nawet kary śmierci. Pomimo ryzyka organizowano mecze konspiracyjne, również w sąsiednich miejscowościach: Kazimierzy Wielkiej, Proszowicach, Nowym Brzesku.
Bezpośrednio po wojnie, młodzież wiejska była pozbawiona prawie całkowicie możliwości uprawiania sportu, co wynikało z braku dostępu do sprzętu. Dopiero powołana do życia w 1949 roku Rada Sportu Wiejskiego przy Związku Samopomocy Chłopskiej pobudziła rozwój sportu na wsi. Uchwała Głównego Komitetu Kultury Fizycznej z dnia 19 kwietnia 1952 roku pozwoliła na częściowe zrównanie sportu wiejskiego z miastem. Powołano zrzeszenie – Ludowe Zespoły Sportowe, które miały stanowić wyższy etap rozwoju kultury fizycznej i sportu na wsi. Na tej podstawie powołano do życia w Opatowcu Ludowy Klub Sportowy Wisła, który przetrwał do końca lat 80. XX wieku. Klub Sportowy Wisła Opatowiec odrodził się kilkanaście lat później za sprawą Michała Szczerby, który jest obecnie prezesem, trenerem, a także od czasu do czasu zawodnikiem.